# Anelli
Gli anelli sono una delle specialità maschili della ginnastica artistica.
L'esercizio agli anelli dura circa un minuto, durante il quale il ginnasta tiene posizioni statiche e compie passaggi dinamici, terminando con un salto detto uscita.
Tutti i muscoli degli arti superiori vengono sollecitati in maniera intensa e sono quindi caratterizzati da elevata ipertrofia muscolare, mentre quelli degli arti inferiori non necessitano dello stesso livello di forza.
Il fisico degli anellisti è infatti costituito dalle gambe leggere e dalla bassa statura, per massimizzare il rapporto forza/peso. A causa del livello estremo di forza muscolare richiesto dall'esecuzione, ad oggi resta una disciplina esclusivamente maschile. 

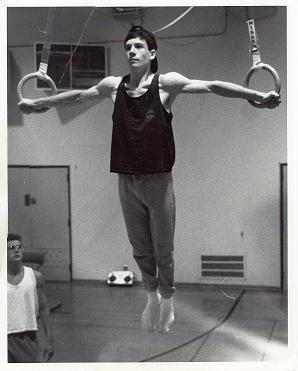
Un giovane ginnasta in posizione di croce

## Posizioni
L'attuale Codice dei Punteggi prevede che l'esercizio sia composto da 10 difficoltà, tra le quali devono esserci necessariamente movimenti di slancio, posizioni di forza, movimenti di slancio combinati a posizioni di forza, combinazioni tra 2 posizioni di forza, e deve terminare necessariamente con un'uscita.
Le posizioni statiche di base sono le seguenti:
- croce in verticale
- croce/croce in squadra
- rondine
- rondine inversa
- squadra
- orizzontale in appoggio a gambe unite
- orizzontale in appoggio a gambe divaricate

Queste posizioni aumentano di valore se eseguite in combinazione ad elementi di slancio:
- slancio-rondine
- salto avanti alla croce
- slancio-orizzontale
- slancio-rondine inversa
- slancio-croce verticale

Anche le seguenti combinazioni tra posizioni di forza fanno aumentare la nota di base dell'esercizio:
- salita dalla rondine alla croce verticale
- salita dalla rondine all'orizzontale a gambe unite
- salita dalla croce alla rondine
- salita dalla croce alla croce verticale
- dalla rondine, discesa in orizzontale in sospensione e risalita alla croce
- dall'orizzontale in sospensione, salita alla rondine

e così via tutte le possibili combinazioni tra le varie posizioni di base.
Va anche detto che il codice dei punteggi è in continuo aggiornamento e che gli atleti fanno di tutto per aumentare sempre di più la difficoltà di queste combinazioni.

## Passaggi
I passaggi sono movimenti per passare da una posa all'altra.
- granvolta frontale
- granvolta dorsale
- slanciappoggio frontale
- slanciappoggio dorsale
- voltabraccia

## Punteggio e attrezzature
Gli esercizi sono seguiti da una commissione arbitrale a cui è affidato il compito di valutare l'esecuzione con un punteggio che va da uno a dieci.
Per ogni errore commesso dall'atleta, a seconda della gravità vengono sottratti dei punti.
- errore piccolo < 0.1
- errore medio < 0.3
- errore grande < 0.5
- assistenza (verbale ?) 0.3 fisso
- assistenza fisica 0.5 fisso

Affinché non ci siano sostanziali differenze tra le pratiche di questa specialità da parte di differenti nazioni, la Federazione Internazionale prevede che le attrezzature siano regolate con il punto di sospensione a 5,75 m dal piano, l'altezza degli anelli a 2,75 m (inclusi i 20 cm del tappeto d'atterraggio), la distanza tra gli anelli di 50 cm e il diametro di 18 cm.